# ادوارد بردفورد تیچنر
ادوارد بردفورد تیچنر (به انگلیسی: Edward B. Titchener) (زادهٔ ۱۸۶۷ - درگشته ۱۹۲۷) روانشناس انگلیسی بود. چهار سال در کالج اکسفورد به تحصیل فلسفه و ادبیات پرداخت و دو سال زیر نظر مستقیم ویلهلم وونت به مطالعه روانشناسی مشغول شد پس از گرفتن درجهٔ دکترای خود به دانشگاه کرنل در آمریکا رفت. تیچنر در طول ۳۵ سال تدریس استاد راهنمای بیش از ۵۰ پایان نامهٔ دکتری بود. وبک در توصیف شیوهٔ نگاه و تدریس تیچنر چنین می‌نویسد.
تیچنر با شیوهٔ خاص خود برج اجی را ساخت که در آن به تنهایی می‌نشست و جریانی که از نگاه او تن‌ها جریان شایسته نام روانشناسی علمی بود را نظاره و هدایت می‌کرد
تیچنر مانند استادش مهم‌ترین هدفش را علمی‌کردن روانشناسی معرفی می‌کند.